# 토머스 클리어리
토머스 클리어리(Thomas Cleary, 1949년 ~ 2021년 7월 20일)는 미국의 동아시아 문헌 전문 번역가이다.

## 생애
클리어리는 하버드 대학교 동아시아 언어문명학과에서 철학박사(Ph.D), UC 버클리에서 법무박사(JD) 학위를 받았다.
동생인 조나단(J. C. 클리어리)도 동아시아 언어문명학과에서 철학박사(Ph.D)를 취득했으며, 박사 형제는 1977년 미국 샴발라 출판사에서 벽암록을 영어로 번역해 출간했다. 미국 샴발라 출판사(Shambhala Publications는 티베트 불교를 비롯해 불교의 세계적 붐을 일으킨 진원지로 주목받고 있다. J. C. 클리어리는 미국의 저명한 불교학자로 소개되고 있다.